# پیتر اشر
پیتر اشر(متولد ۲۲ ژوئن ۱۹۴۴) خواننده و آهنگساز اهل انگلستان است. وی در سال ۱۹۷۸ و ۱۹۹۰ برنده جایزه گرمی تهیه‌کننده سال بهترین آلبوم غیرکلاسیک شده‌است.